# Destination Londres
Pour plus de détails, voir Fiche technique et Distribution.
Destination Londres, ou À la conquête de Londres au Québec  (Winning London) est un film américain réalisé par Craig Shapiro et sorti en 2001 directement en vidéo.

## Synopsis
Deux jumelles, Chloe et Riley, sont chargées de représenter leur lycée à l'assemblée des Nations unies à Londres. L'une veut profiter de tout et sortir avec un garçon de leur équipe et l'autre aimerait réussir à tout prix. Leur route sera semée d'embûches, et aussi d'amour et de fous rires.

## Fiche technique
- Titre français : Destination Londres
- Titre original : Winning London
- Réalisation : Craig Shapiro
- Scénario : Karol Ann Hoeffner
- Production : Peter Abrams (de), J. P. Guerin, Robert L. Levy (en), Ashley Olsen, Mary-Kate Olsen, Neil Steinberg, Robert Thorne et Natan Zahavi
- Sociétés de production : Dualstar Productions et Tapestry Films
- Société de distribution : Warner Bros.
- Musique : Brahm Wenger
- Photographie : David Lewis
- Montage : Sherwood Jones
- Décors : Jack Cloud
- Costumes : Karla Stevens et Judy B. Swartz
- Pays d'origine :  États-Unis
- Langue d'origine : anglais
- Format : Couleurs - 1,33:1 - Dolby Digital - 35 mm
- Genre : Comédie
- Durée : 93 minutes
- Dates de sortie : 
  - États-Unis : 27 mars 2001 (directement en vidéo)
  - France : 16 octobre 2003 (directement en vidéo)

## Distribution
- Mary-Kate Olsen (VF : Dorothée Pousséo ; VQ : Bianca Gervais) : Chloe Lawrence
- Ashley Olsen (VF : Dorothée Pousséo ; VQ : Bianca Gervais) : Riley Lawrence
- Brandon Tyler (VF : Alexis Tomassian ; VQ : Martin Watier) : Brian Connors
- Jesse Spencer (VF : Thomas Roditi ; VQ : Philippe Martin) : Lord James Browning Jr.
- Eric Jungmann (VF : Donald Reignoux ; VQ : Renaud Paradis) : Dylan
- Claire Yarlett (VF : Virginie Méry ; VQ : Isabelle Leyrolles) : Mlle Watson
- Steven Shenbaum (en) (VF : Guillaume Lebon ; VQ : Antoine Durand) : M. Holmes
- Paul Ridley (VF : Hubert Drac ; VQ : Yves Corbeil) : Lord James Browning Sr
- Rachel Roth (VQ : Catherine Allard) : Rachel Byrd
- Stephanie Arellano : Gabriella
- Blythe Matsui : Sakura
- Curtis Andersen : Goofy Delegate
- Garikayi Mutambirwa : Niko
- Jeremy Maxwell : Jonathon
- Benton Jennings : le chef
- ? (VF : Jacques Bouanich) : le chauffeur de taxi
- ? (VF : Jacques Bouanich) : le cuisinier

Source et légende : Version française (VF) sur Doublagissimo; version québécoise (VQ) sur Doublage.qc.ca

## Autour du film
- Le tournage s'est déroulé en octobre 2000 à Glendale, à Los Angeles et à Londres.

## Bande originale
- Ça plane pour moi, interprété par Plastic Bertrand
- So Little Time, interprété par Arkarna (en)
- Get Out of London, interprété par Intaferon (en)
- Just Can't Get Enough, interprété par Sam Walker
- Danger, interprété par Noogie
- Heavy and Struck, interprété par The American Girls (en)